# ۲-میاکیباشوو
۲-میاکیباشوو (انگلیسی: 2nd Miyakibashevo) یک شهرک در شهرستان میاکینسکی استان باشقیرستان کشور روسیه است.